# Замок Ментон
Замок Ментон (Ментонский замок; фр. Château de Menthon-Saint-Bernard) — замок в посёлке Мантон-Сен-Бернар, в 12 километрах к югу от Анси, центра департамента Верхняя Савойя французского региона Рона — Альпы. Укрепления, восходящие к X веку, были полностью перестроены в XIX веке в неоготическом стиле. С 1989 года входит в список исторических памятников Франции.

## Местоположение
Замок Ментон-Сен-Бернар находится во французском департамерне Верхняя Савойя, в коммуне Мантон-Сен-Бернар. Его каменные башни возвышаются над озером Анси, природным заповедником Рок де Шер, между Зубами Ланфона и горой Вейрье. Возведенная на конусообразной скале на высоте 600 метров над уровнем моря, крепость изначально использовалась для слежения за дорогой от коммуны Блюффи до Ментона.

## История

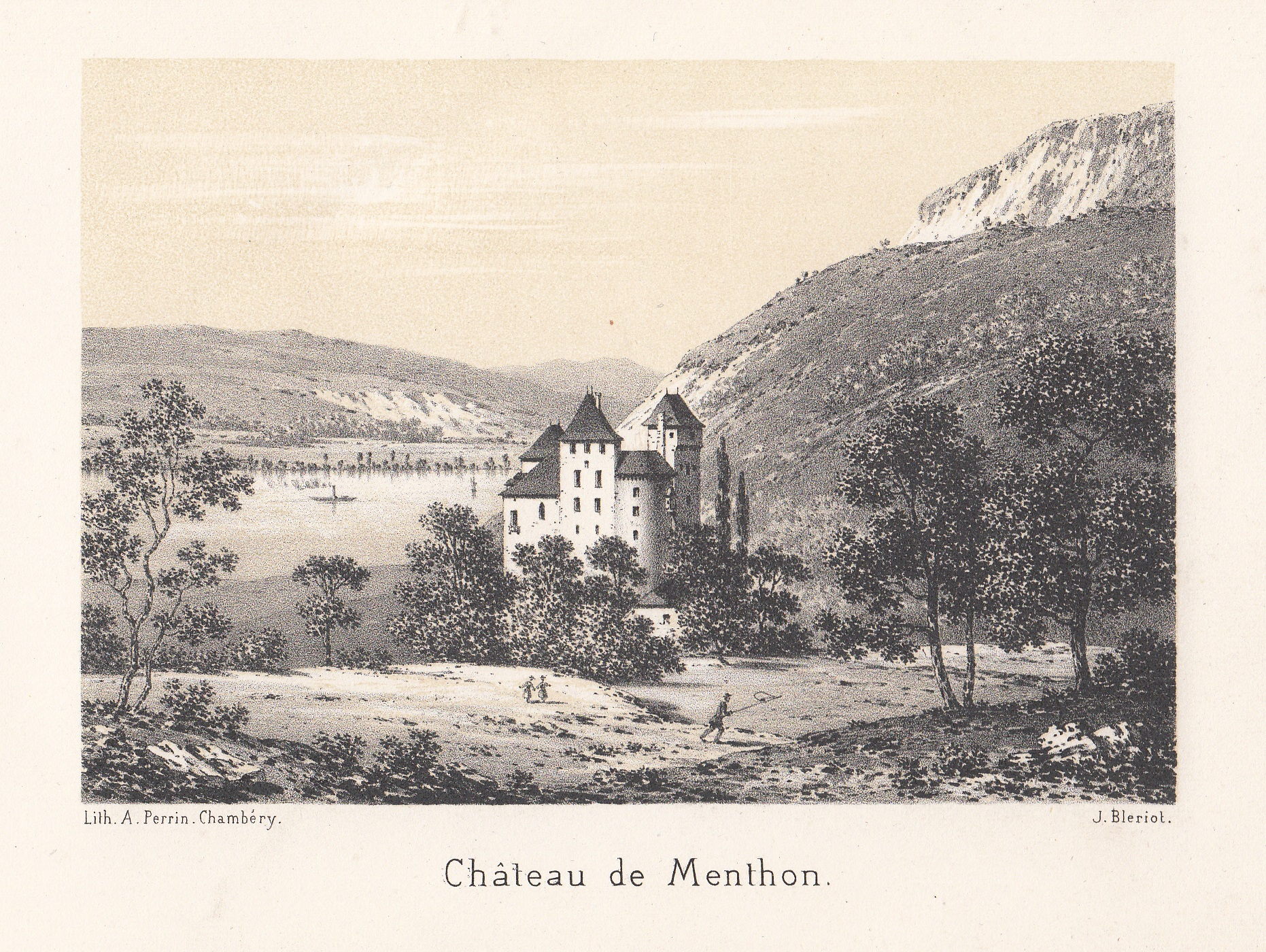
Литография Ментонского замка. А. Перрен, 1860.

Первая крепость была возведена в X веке, приблизительно в 923 году и представляла собой простой деревянный сторожевой пост, построенный на выступе, возвышающимся над древней романской дорогой и озером Анси. Существующие здания были сооружены между XIII и XIX веками.
В этой крепости в начале XI века (1008 год) родился Бернард из Ментона, который позже основал приют на перевале Большой Сен-Бернар и был причислен к лику святых.
Дворянский род де Ментон, известный с конца XII века, до сих пор проживает в замке. Его происхождение не определено; предположительно — из Бургундии. После их прибытия были возведены три большие квадратные башни. Замок впервые упоминается в 1249 году.
В эпоху Возрождения средневековая крепость была переделана в роскошную резиденцию. Апартаменты разместились за круглым переходом между башнями. В это время семья Ментон приобретает множество мебели.
Общий вид замка сохранился с 1749 года с небольшими изменениями. Добавился ряд просторных светлых комнат, включая столовую и большой зал площадью 100 квадратных метров, из четырех окон которого открывается вид на озеро.
В XIX веке, между 1860 и 1890, замок был перепроектирован (укрепление, возвышение стен, пристройка башенок, создание фахверковой галереи во внутреннем дворе) графом Рене де Ментоном, убежденным последователем Эжена Виолле-ле-Дюка, который придал замку сегодняшний вид.
Франсуа де Ментон, отец нынешнего графа, юрист и член Сопротивления, представлял Францию на Нюрнбергском процессе. Он был министром юстиции при Шарле де Голле, и работал над созданием объединенной Европы.